# Gerichtsbezirk Netolitz
Der Gerichtsbezirk Netolitz (tschechisch: soudní okres Netolice) war ein dem Bezirksgericht Netolitz unterstehender Gerichtsbezirk im Kronland Böhmen. Er umfasste Gebiete in Südböhmen im Okres Prachatice. Zentrum des Gerichtsbezirks war die Stadt Netolitz (Netolice). Das Gebiet gehörte seit 1918 zur neu gegründeten Tschechoslowakei und ist seit 1993 Teil der Tschechischen Republik.

## Geschichte
Die ursprüngliche Patrimonialgerichtsbarkeit wurde im Kaisertum Österreich nach den Revolutionsjahren 1848/49 aufgehoben. An ihre Stelle traten die Bezirks-, Landes- und Oberlandesgerichte, die nach den Grundzüge des Justizministers geplant und deren Schaffung am 6. Juli 1849 von Kaiser Franz Joseph I. genehmigt wurde. Der Gerichtsbezirk Netolitz gehörte zunächst zum Kreis Pisek und umfasste 1854 die 48 Katastralgemeinden Aujezd, Bowitz, Cheltschic, Czichtic, Elhenic, Felbern, Großbor, Großmalowitz, Herbes, Hlawatic, Horikowic, Hracholusk, Hwozdan, Jelemka, Kleinmalowitz, Kollowic, Kralle, Krepic, Krtel, Laschischt, Libejic, Luschic, Mahausch, Memcic, Nebahau, Nestanic, Netolic, Obergroschum, Protiwec, Radomilic, Schippaun, Schwarzdorf, Sedlow, Selze, Strp, Swieretic, Swonic, Thiergarten, Trebanic, Trustowic, Untergroschum, Wagau, Wagnern, Witejic, Wodic, Wolschowitz, Zernowic und Zittna. Der Gerichtsbezirk Netolitz bildete im Zuge der Trennung der politischen von der judikativen Verwaltung ab 1868 gemeinsam mit den Gerichtsbezirken Prachatitz (Prachatice) und Winterberg (Vimperk) den Bezirk Prachatitz.
Per 15. Oktober 1875 wurde die Gemeinde Podeřischt aus dem Gerichtsbezirk Frauenberg ausgeschieden und dem Gerichtsbezirk Netolitz zugeschlagen.
Im Gerichtsbezirk Netolitz lebten 1869 17.303 Menschen, 1900 waren es 14.899 Personen. Der Gerichtsbezirk Netolitz wies 1910 eine Bevölkerung von 21.793 Personen auf, von denen 10.568 Deutsch und 11.181 Tschechisch als Umgangssprache angaben. Im Gerichtsbezirk lebten zudem 44 Anderssprachige oder Staatsfremde.
Durch die Grenzbestimmungen des am 10. September 1919 abgeschlossenen Vertrages von Saint-Germain kam der Gerichtsbezirk Netolitz vollständig zur neugegründeten Tschechoslowakei, wobei die Gerichtseinteilung bis 1938 im Wesentlichen bestehen blieb. Nach dem Münchner Abkommen wurde das Gebiet dem Landkreis Netolitz zugeschlagen und wurde nach dem Zweiten Weltkrieg Teil des Okres Prachatice, zu dem es bis heute gehört. Nachdem die Bezirksbehörden im Zuge einer Verwaltungsreform 2003 ihre Verwaltungskompetenzen verloren, werden diese von den Gemeinden bzw. dem Jihočeský kraj wahrgenommen, zudem das Gebiet um Netolice seit Beginn des 21. Jahrhunderts mit anderen Bezirken zusammengefasst wurde.

## Gerichtssprengel
Der Gerichtssprengel umfasste 1910 die 40 Gemeinden Babice (Bowitz), Čichtice (Tschichtitz), Lhenice (Elhenitz), Velký Bor (Großbor), Malovice (Großmalowitz), Hrbov (Herbes), Hlavatce (Hlawatetz), Hoříkovice (Horikowitz), Hracholusky (Hracholusk), Hvožďany (Hwozdan), Malovičky (Kleinmalowitz), Chvalovice (Kollowitz), Krtely (Krtel), Lékařova Lhota (Likařowa Lhota), Libějice (Libějitz), Lužice u Netolic (Lužitz), Mahouš (Mahausch), Němčice u Netolic (Němčitz), Nestanice (Nestanitz), Netolice (Netolitz), Horní Chrášťany (Obergroschum), Petrův Dvůr (Peterhof), Podeřiště (Podeřischt), Protivec (Protiwetz), Radomilice (Radomilitz), Šipoun (Schippaun), Černoves (Schwarzdorf), Selec (Selz), Strpy (Strp), Zvířetice (Swieretitz), Svonice (Swonitz), Obora (Thiergarten), Třebanice (Trebanitz), Truskovice (Truskowitz), Vatkov (Wagau), Oujezdec (Wagnern), Vitějice (Witějitz), Olšovice (Wolschowitz), Žernovice (Zernowitz) und Žitná (Žittna).